# Moha
Moha là một thị trấn thuộc hạt Fejér, Hungary. Thị trấn này có diện tích 9,88 km², dân số năm 2010 là 533 người, mật độ 54 người/km².